# Toutourgou
Toutourgou, également appelé Toukourgou, est un village du département et la commune rurale de Kompienga, situé dans la province de la Kompienga et la région de l’Est au Burkina Faso.

## Géographie

### Situation et environnement
Toutourgou est situé à environ 10 km au sud-est de Kompienga, le chef-lieu du département, près de la frontière togolaise qui longe Toutourgou à moins d'un kilomètre au sud.
L'est du village est limité par la rivière du Koulpélogo.

### Démographie
- En 2006, le village comptait 2 490 habitants recensés[1].

## Transports
Le village est accessible par une petite route départementale venant de Kompienga, sur la route nationale 19 qui joint Nadiagou au point de passage de la frontière togolaise (vers le village togolais frontalier de Ponio, puis à la ville togolaise de Dapaong par la route nationale 28 au Togo).

## Santé et éducation
Le centre de soins le plus proche de Toutourgou est le centre de santé et de promotion sociale (CSPS) de Kompienga.